# شراره آسمانی
شراره آسمانی (انگلیسی: The Divine Spark) یک فیلم موزیکال بریتانیایی به کارگردانی کارمینه گالونه است که در سال ۱۹۳۵ منتشر شد. به‌طور همزمان، یک نسخهٔ ایتالیایی‌زبان از این فیلم با عنوانِ کاستا دیوا نیز فیلم‌برداری و ساخته شد.

## بازیگران
- مارتا اگرت در نقش مادالنا فومارولی
- فیلیپس هولمز در نقش وینچنتزو بلینی
- بنیتا هیوم در نقش جودیتا پاستا
- دونالد کالتروپ در نقش قاضی فومارولی
- ادموند برئون در نقش جواکینو روسینی
- هیو میلر در نقش نیکولو پاگانینی
- پیتر گاثورن در نقش فلیچه رمانی
- ادوارد چاپمن
- فلیکس آیلمر